# 90482 Orcus
90482 Orcus (fick när den upptäcktes den tillfälliga beteckningen 2004 DW) är en dvärgplanet i Kuiperbältet som upptäcktes den 17 februari, 2004 av astronomerna M. Brown, C. Trujillo, och D. Rabinowitz vid Palomarobservatoriet. Senare hittade man Orcus på bilder som är tagna redan den 8 november 1951.
Undersökningar av närinfraröd strålning från objektet visar att ytan till högst 50 procent består av vattenis och till högst 30 procent av frusen metan.

## Måne
Den 13 november 2005 upptäckte M E Brown och T A Suer med hjälp av rymdteleskopet Hubble en måne till Orcus.  Avståndet till Orcus är uppmätt till 8 980 km och omloppstiden till 9,5 dygn. 2010 gavs månen namnet Vanth.

## Namnet
Orcus har fått sitt namn efter den romerska motsvarigheten till Pluto på grund av deras stora likhet i sina omloppsbanor.